# Antonio Díaz (marino)
Antonio Díaz (San Juan Bautista, isla de Margarita, 13 de julio de 1784 - Barrancas del Orinoco, 1826) fue un militar venezolano que participó en la guerra de Independencia de Venezuela. Hermano del capitán de fragata Fernando Díaz y el alférez de fragata Domingo Díaz. Fue un comandante de las fuerzas sutiles de Venezuela, venció el 8 de julio de 1817 en la Batalla de la isla de Pagayos en el Orinoco. El 4 de marzo de 1817 toma al Morro de Barcelona, por las Fuerzas Navales de la República en una operación por mar y tierra.

## Carrera
Nombrado capitán de Navío en 1816 ejerce el rango de comandante general de las Fuerzas Sutiles de la República. En un llamado de auxilio de Bolívar va a Barcelona con su escuadrilla para rescatar la plaza. Junto al Almirante Brión y su hermano Fernando Díaz viaja para Guayana.
Su hermano Fernando, que surcaba el Orinoco comandando tres flecheras, muere al encontrarse con fuerzas realistas, al ser capturado y ejecutado junto con su tripulación. El Capitán Antonio Díaz al tener noticia del suceso resuelve buscar a los realistas. Se encuentra con una escuadrilla enemiga cerca de Pagayos, en el delta del Orinoco, y luego de una reñida batalla los patriotas obtienen un importante triunfo para la campaña de Guayana al lograr abrir la navegación del río Orinoco para los buques republicanos, que habían sido expulsados de la región en la batalla de Sorondo cinco años antes. A raíz de la batalla Brion pudo subir con sus naves hasta Casacoima, donde fue a encontrarlo el Libertador.
Luego de Pagayos, Diaz remonta varias veces el Orinoco. Subió el Apure al objeto de estrechar el sitio de San Fernando. El 3 de septiembre de 1819 Antonio Díaz se incorporó a las fuerzas del General José Antonio Páez. El 30 de septiembre, frente al pueblo de Apunto, se apodera de diez embarcaciones enemigas. El éxito alcanzado por el Comandante Díaz obligó a los realistas a abandonar San Fernando. Fallece en el año 1826, en Barrancas del Orinoco.
La Armada Nacional de Venezuela ha nombrado tres unidades flotantes en su honor:
- Primero un Bergantín-goleta el 1 de julio de 1909, siendo la primera unidad venezolana en ser epónima de un oficial naval.
- Un vapor carguero en los años 1930 ex vapor chileno cachapoal
- Y un Patrullero Caza Submarinos de 83 pies que estuvo activo entre los años 1945 y 1960.

Así como también lleva su nombre la promoción de Oficiales de Comando egresados de la Escuela Naval de Venezuela en el año 2002.